# Vráž (district de Písek)
Pour les articles homonymes, voir Vráž.
Vráž (en allemand : Wrasch) est une commune du district de Písek, dans la région de Bohême-du-Sud, en République tchèque. Sa population s'élevait à 316 habitants en 2020.

## Géographie
Vráž se trouve à 10 km au nord-nord-ouest de Písek, à 53 km au nord-nord-ouest de České Budějovice et à 81 km au sud-sud-ouest de Prague.
La commune est limitée par Ostrovec au nord et au nord-est, par Vojníkov à l'est, par Čížová au sud et au sud-ouest, et par Cerhonice à l'ouest.

## Histoire
La commune est divisée en deux parties. Stará Vráž, au sud, qui date du XVIIe siècle, abrite une station thermale dans l'ancien château néo-gothique et la caserne des pompiers. Nová Vráž, au nord, n'est apparu qu'à la fin du XIXe siècle autour de la gare ferroviaire, bâtie sur la ligne de chemin de fer Zdice – Protivín, ouverte en 1875.

## Transports
Par la route, Vráž se trouve à 13 km de Písek, à 64,5 km de České Budějovice et à 95 km de Prague.